# Tainionvirta
La Tainionvirta est une rivière en Finlande.

## Présentation
La Tainionvirta s'écoule du lac Jääsjärvi à Hartola jusqu'au Päijänne à Sysmä.
Le cours d'eau mesure environ 20 km de long et une dénivellation de sept mètres.